# Aleksiej Diewiatiłow
Aleksiej Grigorjewicz Diewiatiłow (ur. 1909 we wsi Ozierki w powiecie biełowskim w obwodzie kurskim, zm. ?) – funkcjonariusz radzieckich organów bezpieczeństwa, jeden z wykonawców zbrodni katyńskiej.

## Życiorys
Miał wykształcenie niepełne średnie, 1931-1934 służył w Armii Czerwonej, od 1932 członek Komsomołu, a od 1946 WKP(b). Od marca 1935 w organach NKWD, od 26 lutego 1936 strażnik komendantury Zarządu NKWD obwodu charkowskiego, od 1 marca 1938 starszy nadzorca więzienia śledczego Zarządu NKWD obwodu charkowskiego. Wiosną 1940 brał udział w mordowaniu polskich jeńców z obozu w Starobielsku, za co 26 października 1940 został nagrodzony przez ludowego komisarza spraw wewnętrznych NKWD Ławrientija Berię. W 1943 pracownik Zarządu NKWD obwodu omskiego, od 1944 funkcjonariusz NKWD Ukraińskiej SRR, w 1954 dyżurny pomocnik więzienia nr 2 Zarządu MWD ZSRR obwodu chmielnickiego w Zasławiu, w 1958 naczelnik służby nadzorczej Izjasławskiej Dziecęcej Kolonii Pracy Zarządu MWD obwodu chmielnickiego w stopniu starszego lejtnanta, zwolniony z MWD 13 listopada 1958. Odznaczony Orderem Czerwonego Sztandaru (25 czerwca 1954) i Orderem Czerwonej Gwiazdy (6 sierpnia 1949).